# Frank Borzage
Frank Borzage (Salt Lake City, 23 april 1894 – Hollywood, 19 juni 1962) was een Amerikaans filmregisseur. De Borzage-toets werd synoniem voor een visueel weelderige en tedere, romantische manier van liefdesverhalen verfilmen.

## Leven en werk

### Glorieperiode
Zijn carrière bereikte haar hoogtepunt op het einde van het tijdperk van de stomme film en tijdens de jaren 30. Hij was de allereerste cineast die een Oscar voor Beste Regisseur won in 1929, samen met Lewis Milestone. In het prille begin van de uitreikingen werd immers nog het onderscheid gemaakt tussen een drama (Frank Borzage voor Seventh Heaven) en een komedie (Lewis Milestone voor Two Arabian Knights).
Borzage regisseerde Janet Gaynor en Charles Farrell drie keer in romantische drama's : in Seventh Heaven (1927), Street Angel (1928) en Lucky Star (1929). Het filmkoppel stond bekend voor de romances die ze op het grote scherm beleefden, en dit in een dozijn films. In 1929 behaalde Gaynor als allereerste de Oscar voor Beste Actrice met haar vertolkingen in Seventh Heaven en in Street Angel.
In 1932 wist Borzage de Oscar voor Beste Regisseur voor de tweede keer te winnen, ditmaal voor het drama Bad Girl. Het romantische drama A Farewell to Arms (1932) dat zich afspeelde tegen de achtergrond van de Eerste Wereldoorlog was gebaseerd op de gelijknamige roman van Ernest Hemingway en wordt beschouwd als een van zijn beste films.
Hij werkte samen met de fine fleur van de acteurs van die tijd. Zo vertolkte Spencer Tracy de hoofdrol in een vijftal films. Ook Gary Cooper, Robert Taylor, Joan Crawford en Margaret Sullavan waren meermaals te zien in zijn werk. In 1936 kreeg hij de gelegenheid Marlene Dietrich te regisseren in Desire. Op de filmset vond de actrice Gary Cooper terug, zes jaar na de koloniale avonturenfilm Morocco.

### Jaren 40
Met het drama The Mortal Storm (1940) verwezenlijkte Borzage een van de zeldzame antinazi Hollywoodfilms die uitgebracht werden vooraleer de Verenigde Staten betrokken raakten in de Tweede Wereldoorlog. James Stewart vertolkte de enige inwoner van een Beiers stadje die geen sympathie opvatte voor het opkomende nazisme. Tijdens de Tweede Wereldoorlog nam hij de musical Stage Door Canteen (1943) op. Speciaal aan deze film waren de rollen en cameo's van talrijke beroemde acteurs. Plaats van actie was de Stage door canteen waar soldaten konden feestvieren vooraleer ze naar het front moesten vertrekken.

### Latere carrière
Na de Tweede Wereldoorlog begon het succes van Borzage te tanen. Vermeldenswaardig waren nog The Spanish Main (1945), een milde satire op de piratenfilm, en de poëtische film noir Moonrise (1948), zijn enige film die nog kon rekenen op kritische bijval. Pas tien jaar later hernam hij zijn filmactiviteiten en leverde hij zijn laatste film af, de sandalenfilm The Big Fisherman (1959) gewijd aan het leven van Petrus.
In 1962 overleed Borzage op 68-jarige leeftijd aan de gevolgen van kanker.

## Filmografie
- 1916: Land o' Lizards
- 1916: Immediate Lee
- 1917: Flying Colors
- 1917: Until They Get Me
- 1917: Wee Lady Betty
- 1918: The Gun Woman
- 1918: The Curse of Iku
- 1918: The Shoes That Danced
- 1918: Innocent's Progress
- 1918: Society for Sale
- 1918: An Honest Man
- 1918: Who Is to Blame?
- 1918: The Ghost Flower
- 1918: The Atom
- 1919: Toton the Apache
- 1919: Whom the Gods Would Destroy
- 1919: Prudence on Broadway
- 1920: Humoresque
- 1921: Get-Rich-Quick Wallingford
- 1921: The Duke of Chimney Butte
- 1922: Back Pay
- 1922: Billy Jim
- 1922: The Good Provider
- 1922: The Valley of Silent Men
- 1922: The Pride of Palomar
- 1923: The Nth Commandment
- 1923: Children of the Dust
- 1923: The Age of Desire
- 1924: Secrets
- 1925: The Lady
- 1925: Daddy's Gone A-Hunting
- 1925: The Circle
- 1925: Lazybones
- 1925: Wages for Wives
- 1926: The First Year
- 1926: The Dixie Merchant
- 1926: Early to Wed
- 1926: Marriage License?
- 1927: Seventh Heaven
- 1928: Street Angel
- 1929: Lucky Star
- 1929: They Had to See Paris
- 1929: The River
- 1930: Song o' My Heart
- 1930: Liliom
- 1931: Doctors' Wives
- 1931: Young as You Feel
- 1931: Bad Girl
- 1932: After Tomorrow
- 1932: Young America
- 1932: A Farewell to Arms
- 1933: Secrets
- 1933: Man's Castle
- 1934: No Greater Glory
- 1934: Little Man, What Now?
- 1934: Flirtation Walk
- 1935: Living on Velvet
- 1935: Stranded
- 1935: Shipmates Forever
- 1936: Desire
- 1936: Hearts Divided
- 1937: Green Light
- 1937: History Is Made at Night
- 1937: Big City
- 1937: Mannequin
- 1938: Three Comrades
- 1938: The Shining Hour
- 1939: Disputed Passage
- 1940: Strange Cargo
- 1940: The Mortal Storm
- 1940: Flight Command
- 1941: Smilin' Through
- 1942: The Vanishing Virginian
- 1942: Seven Sweethearts
- 1943: Stage Door Canteen
- 1943: His Butler's Sister
- 1944: Till We Meet Again
- 1945: The Spanish Main
- 1946: I've Always Loved You
- 1946: Magnificent Doll
- 1947: That's My Man
- 1948: Moonrise
- 1958: China Doll
- 1959: The Big Fisherman